# Attentat de la mosquée de Kondoz
L'attentat de la mosquée de Kondoz est un attentat-suicide survenu le 8 octobre 2021 dans la mosquée Gozar-e-Sayed Abad de Kondoz à l'occasion de la prière du vendredi. 
Rapidement revendiqué par l'État islamique, cet attentat est le plus meurtrier survenu en Afghanistan depuis celui de l'aéroport de Kaboul pendant le retrait des troupes américaines fin août 2021.  

## Attentat
L'explosion s'est produite à la mosquée Gozar-e-Sayed Abad pendant la prière du vendredi. Des témoins ont déclaré qu'ils priaient au moment de l'explosion et qu'ils ont vu de nombreux corps et du sang sur le sol lors de l'évacuation.

## Victimes
Une première évaluation de la Mission d'assistance des Nations unies en Afghanistan estime que plus de 100 personnes pourraient avoir été tuées. L'hôpital provincial de Kondoz a signalé 35 décès et plus de 50 blessés. Vingt décès ont été signalés par Médecins sans frontières. Selon un responsable taliban, il y a eu 100 victimes, ajoutant que la plupart étaient des morts. Le nombre de morts officiel fourni à l'Agence France-Presse était de 46 et 143 blessés.
Le lendemain, l'AFP indique que 62 tombes ont été creusées d'après les déclarations d'un fossoyeur et que le bilan final pourrait approcher la centaine de tués.

## Responsabilité
L'État islamique revendique rapidement l'attentat dans les termes suivants : « Avec la grâce d'Allah Tout-Puissant, l'un des cavaliers du martyr (Muhammad al-Ouïghouri) - qu'Allah Tout-Puissant l'accepte - s'est dirigé vers un temple fondamental pour les râfidhites polythéistes de la ville (Kondoz), où il a fait exploser son gilet explosif au sein de la foule de râfidhites à l'intérieur du temple, occasionnant plus de 300 morts et blessés dans leurs rangs et détruisant leur temple et à Allah appartient la louange et le succès. Et que les râfidhites et les plus importants d'entre eux sachent que les soldats du califat sont aux aguets de Bagdad au Khorassan, et qu'Allah est prédominant sur Son ordre, mais la plupart des gens ne le savent pas. » . 

## Réactions

### Nationales
- Zabihullah Mujahid, porte-parole des talibans et vice-ministre de l'Information et de la Culture de l'émirat islamique d'Afghanistan, a déclaré : « Cet après-midi, une explosion a eu lieu dans une mosquée de nos compatriotes chiites du quartier de Khan Abad dans la capitale de la province de Kondoz, en conséquence un certain nombre de nos compatriotes ont été martyrisés et blessés. Les moudjahidine sont arrivés sur les lieux avec une unité spéciale et ont commencé à enquêter. »[4].

### Internationales
- États-Unis : Ned Price (en), le porte-parole (en) du département d'État des États-Unis a déclaré que l'administration Biden condamnait l'attentat, ajoutant que « le peuple afghan mérite un avenir sans terreur »[5].

- Nations unies : l'ONU a condamné l'attaque, ajoutant qu'elle fait partie d'une série d'attaques contre des lieux de culte. Le 3 octobre 2021, un attentat de Daech contre la mosquée Id Gah (en) à Kaboul, où se déroulait la prière funéraire de la mère de Zabihullah Mujahid, avait tué 12 personnes et blessé 30 autres[6].